# Sogo

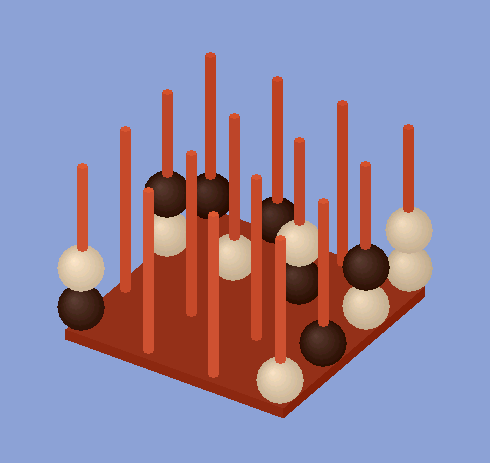
Gioco in corso

Sogo è un gioco strategico da tavolo "tridimensionale", simile a Forza quattro (Milton Bradley, 1974). Inizialmente venduto col nome di  "Score Four" dalla Funtastic nel 1968. Più avanti la Hasbro lo distribuì col nome di "Connect Four Advanced" nel Regno Unito.
L'obiettivo di Sogo, o Forza 4 3D è di posizionare 4 sfere (del proprio colore) sulla stessa riga, colonna o diagonale. Come in Forza quattro la strategia più valida è quella di creare più minacce contemporaneamente forzando l'avversario a darci la mossa della vittoria.